# Müsa
La müsa o müsa appenninica, è uno strumento musicale italiano della famiglia delle cornamuse, ad ancia doppia con bordone ad ancia semplice, intonata in do con la sensibile si.
Venne utilizzata fino agli anni trenta del secolo scorso, prima di essere sostituita dalla fisarmonica, come strumento di accompagnamento del piffero, per le musiche delle "Quattro province" che costituiscono l'area culturale formata dalle valli montane delle province di Pavia, Alessandria, Genova e Piacenza. 
Nella provincia di Piacenza era diffusa nelle valli della parte ovest: val Trebbia, val Tidone, val Luretta, val Boreca, mentre nelle valli ad est, dalla val Nure fino alla provincia di Parma si usava la piva emiliana.

## Parti dello strumento
La müsa è composta da una canna con fori digitali (chanter o canna del canto), da una canna di bordone che emette un unico suono e da una detta insufflatore. Tutte e tre sono inserite in un otre di pelle che costituisce il serbatoio dell'aria.
- Il chanter, ad ancia doppia, è costruito in un unico pezzo di legno, lavorato al tornio, con sette fori (quindi mancante del foro per il pollice; la nota che manca si ottiene ottavizzando lo strumento)  per le dita nella sua parte anteriore, il foro per il mignolo è doppio per permettere l'uso dello strumento a destrimani e mancini (quello non utilizzato viene tappato con cera). Possiede altri fori chiusi detti di intonazione.
- Il bordone, ad ancia semplice, è costituito da due pezzi, lavorati al tornio, all'estremità ha dei fori di intonazione che vengono tenuti aperti o chiusi con la cera per modificare l'intonazione. Il bordone è intonato in sol (tonica) o re (dominante), e questa possibilità di scelta costituisce un caso straordinario nel panorama delle cornamuse europee: solo una svedese, detta säckpipa, anch'essa attualmente in disuso, possiede un bordone con fori per modificare l'altezza del suono prodotto. La canna di bordone viene tenuta appoggiata all'avambraccio, a differenza della piva emiliana che avendo due bordoni appoggia il bordone maggiore sulla spalla e quello minore sull'avambraccio.
- L'otre o baga è in pelle conciata, tradizionalmente di capretto, che viene cucita nella parte posteriore e si utilizzano le aperture di collo e zampe anteriori per l'inserimento dell'insuflatore, del chanter e del bordone.
- L'insufflatore, con valvola di non ritorno, permette al musicista di immettere il fiato dentro l'otre che lo distribuisce in modo costante a chanter e bordone, con la pressione che l'avambraccio esercita sull'otre stessa.

Alcuni chanter e bordoni di müsa provenienti dal laboratorio del Grixiu (famoso costruttore di pifferi di Cicagna) raccolti da Ettore Guatelli sono conservati al Museo etnografico di Ozzano Taro (PR).
Recentemente alcuni suonatori, Piercarlo Cardinali, i Müsetta, Stefano Faravelli, Fabio Zanforlin dei Suonatori di Menconico (PV), Andrea Capezzuoli e Daniele Bicego, hanno cominciato a reintrodurre nuovamente la müsa nei concerti di ballo tradizionale e il costruttore Ettore Losini detto Bani le costruisce nel suo laboratorio di Degara di Bobbio (PC). Nel 2010 è stato pubblicato il primo CD interamente interpretato dalla coppia piffero-müsa, interpretato da Francesco Nastasi e Andrea Capezzuoli: "Per fare legria ai siuri de Milan".

## Etimologia ed origine del nome
La müsa dava il nome, e ha continuato a farlo ben oltre la sua scomparsa, alla coppia di musicisti tipica delle Quattro Province i müsetta, che suonavano prima piffero e müsa, poi piffero e fisarmonica. Il tradizionale duo ha dato il nome al gruppo musicale della Val Trebbia noto appunto come Müsetta.

## Discografia
- 1984: Baraban - Musa di pèlle, pinfio di legno nero - Madau
- 1986: I Suonatori delle quattro province - Musica tradizionale dell'Appennino - Robi Droli
- 1987:  A. Citelli, G. Grasso (a cura di) - Canti e musiche popolari dell'Appennino pavese. Vol. 1 - I canti rituali, i balli, il piffero - ACB
- 1987: Baraban - Il valzer dei disertori - ACB
- 1990: Baraban - Naquane - ACB
- 1993: I Suonatori delle quattro province - Racconti a colori - Robi Droli
- 2001: I Müsetta - La vulp la vâ 'ntla vigna - Folkclub-Ethnosuoni
- 2003: Enerbia - Così lontano l'azzurro - EDT
- 2004: Musicisti Vari - Tilion - Folkclub-Ethnosuoni
- 2006: Musicisti Vari  - Le tradizioni musicali delle quattro province - SOPRIP
- 2007: Musiche selvagge - Sentré - ACB
- 2010: Francesco Nastasi - Andrea Capezzuoli - Per fare legria ai siuri de Milan - Folkclub-Ethnosuoni